# Filesharing
Filesharing (englisch für Dateien teilen, sinngemäß Dateifreigabe oder gemeinsamer Dateizugriff) bezeichnet das Teilen und Austauschen von Dateien über das Internet. Dabei werden Dateien wie Dokumente, Musik oder Filme zwischen Nutzern ausgetauscht. Die Dateien befinden sich normalerweise auf den Computern der Teilnehmer oder auf speziellen Servern, von wo aus sie an interessierte Nutzer verteilt werden. Um an Filesharing teilzunehmen, benötigt man in der Regel spezielle Programme oder im Fall von Firmennetzwerken entsprechende Berechtigungen vom Systemadministrator.

## Begrifflichkeiten
Im Zusammenhang mit dem Filesharing wird im Deutschen häufig von (Internet-)Tauschbörsen gesprochen. Der Begriff spielt auf eine bestimmte Form des Filesharing an, bei der sich der Nutzer dazu verpflichtet, anderen Nutzern über das Internet eine Auswahl seiner Dateien zur Verfügung zu stellen. Im Gegenzug erhält der Nutzer die Möglichkeit, auf Dateien anderer Teilnehmer zuzugreifen.
Ein Tausch findet im eigentlichen Sinne jedoch nicht statt. Die Bezeichnung Kopierbörse wäre eigentlich korrekter, weil die Daten von Computer zu Computer kopiert werden, ohne dass das Original selbst den Besitzer wechselt. Dabei muss darauf hingewiesen werden, dass die Bezeichnung Tauschbörse hauptsächlich in „fachfernen“ Kreisen (also etwa in Politik und Medien) verwendet wird, die Nutzergemeinde jedoch größtenteils von Filesharing oder, wenn speziell auf den Austausch untereinander hingewiesen werden soll, von Peer-to-Peer-Filesharing (P2P-Filesharing) spricht. Außerdem sind rechtliche Regeln beim „Tausch“ zu beachten, insbesondere das Urheberrecht an der jeweiligen Datei. Die geltenden rechtlichen Bestimmungen führen seit Beginn der Tauschbörsen zu Diskussionen, Problemen oder gar Klagen.

## Historische Entwicklung
Begonnen hat Filesharing – im Sinne der computergestützten Verbreitung von Informationen und kreativen Werken – mit zentral bzw. hierarchisch organisierten Netzwerken. Voraussetzung waren verbesserte Methoden zur Datenkomprimierung (z. B. MP3) einerseits und schnellere Internet-Anbindungen andererseits. Zu den ersten Anbietern zählte das zum Inbegriff des Filesharings gewordene Napster, welches im Jahr 1999 startete. Die Übertragung von Dateien erfolgte über einen zentralen Server, also mittels einer „übergeordneten“ Quelle. Die Recording Industry Association of America reichte daraufhin im Dezember 1999, nur wenige Monate nach dem Start des Angebots, Klage gegen dessen Betreiber ein, was letzten Endes zur gerichtlichen Schließung von Napster im Juli 2001 führte.
Versuche, Napster in eine kostenpflichtige Musikvertriebsplattform umzuwandeln, schlugen lange Zeit fehl, da nur wenige Plattenfirmen bereit waren, ihre Musik für den Vertrieb über das Internet zu lizenzieren. Mittlerweile hat sich Napster jedoch zu einem kostenpflichtigen Musikdownload-Anbieter entwickelt, der seinen Kunden zu einem Pauschaltarif Downloads von Musikdateien anbietet. Nach Napster agierten noch für einige Zeit Audiogalaxy und das OpenNap-Netz, welche jedoch im Juni 2002 von der Musikindustrie verklagt und daraufhin geschlossen wurden. Nachfolge-Netzwerke wie eDonkey2000, Gnutella und Gnutella2, sowie Protokolle wie BitTorrent, hatten mittlerweile jedoch zusammen – und teilweise sogar einzeln – deutlich mehr Nutzer, als Napster zur Zeit seines höchsten Nutzeraufkommens.
Protokolle, die (ähnlich Napster) nach dem sogenannten Client-Server-Prinzip arbeiten, sind seit Jahren auf dem Rückzug. Bei diesem Prinzip kann ein Indexserver die einzelnen Dateien und ihre Anbieter genau lokalisieren, wodurch das gezielte Suchen und Kopieren von Dateien möglich wird. Meist ist die Legalität dieser zentralen Server in vielen Ländern fraglich oder ungeklärt, obwohl der Server selbst oft gar nicht mit den illegalen Daten in Berührung kommt. Die bekanntesten Beispiele sind hier das eDonkey2000-P2P-Netzwerk und das BitTorrent-Protokoll, welche beide auf zentrale Server zur Indizierung setzen. Beispiele sind hier das Kad Netzwerk bei eDonkey und das sog. Mainline DHT bei BitTorrent, welche beide auf dem Kademlia-Algorithmus basieren.
Parallel zu diesen Client-Server-basierten Filesharing-Systemen gibt es seit dem Erscheinen von Gnutella im März 2000 auch reine Peer-to-Peer-Netze, die ohne zentrale(n) Server funktionieren. Bei Peer-to-Peer-Netzen liegt ein dezentral organisiertes Netzwerk vor, bei dem jeder Teilnehmer gleichzeitig Client, Server, Nutzer und Anbieter ist. Damit wird eine völlige Dezentralisierung des Netzwerks erreicht, was unter anderem die Ausfallsicherheit des Systems verbessert und das Lokalisieren eines rechtlich Verantwortlichen für eventuellen illegalen Datenverkehr erschwert. Beispiele für diese Technik sind Implementierungen des Kademlia-Algorithmus (Vuze, eMule), Gnutella (LimeWire, gtk-gnutella, Phex), Gnutella2 (Shareaza, Sharelin) und FastTrack (Kazaa Lite K++).
Als Reaktion darauf begann die Recording Industry Association of America im September 2003 erstmals individuelle Nutzer von Kazaa und anderen Peer-to-Peer-Filesharing-Programmen zu verklagen. Im März 2004 begann zudem die deutsche Sektion der International Federation of the Phonographic Industry gegen individuelle Nutzer von Filesharing-Programmen vorzugehen. Des Weiteren startete die europäische Musikindustrie im Oktober 2004 eine Klagewelle gegen 459 Nutzer von Filesharing-Programmen in Deutschland, Österreich, Großbritannien, Frankreich, Italien und Dänemark.
Darüber hinaus gibt es weitere Netzwerke, die nicht nur versuchen, dezentralisiert zu arbeiten und dadurch von kontrollierenden Institutionen weitgehend unabhängig zu sein; sie versuchen, zusätzlich die Anonymität ihrer Teilnehmer zu garantieren sowie die Kontrolle der Authentizität des angebotenen Inhaltes zu bieten (z. B. RetroShare, I2P, GNUnet und Freenet). Anbieter ist auch hier jeweils der einzelne Nutzer, es gibt keinen zentralen Server, sondern die Dateien sind dezentral auf alle Benutzer verteilt. Das macht bei illegalen Inhalten eine Strafverfolgung durch die Behörden schwierig.
Laut des Global Internet Phenomena Reports lag in 2018 der Anteil des Filesharing-Protokolls BitTorrent am weltweiten Internet-Traffic (Upstream) bei 22 %. In Europa/Asien/Afrika betrug der Anteil im gleichen Zeitraum sogar mehr als 31 %. Auch wenn die Ergebnisse der Studie nicht unumstritten sind, ist erkennbar, dass Filesharing auch in Zeiten expandierender Streaming-Anbieter weiterhin seinen Platz im Netz-Alltag hat.
Neben den populären Filesharing-Systemen für Dateien gibt es im Internet auch Orte für den traditionellen Tausch von Waren, siehe Tauschkreis und Tauschbörse.

## Internetbasiertes Filesharing
Beim heute gebräuchlichen Filesharing gibt jeder Teilnehmer Dateien auf seinem Computer frei und stellt sie anderen zum Kopieren zur Verfügung, vergleichbar mit der Datei-Freigabefunktion innerhalb eines lokalen Netzwerks. Der Inhalt ist nicht eingeschränkt, unter anderem können dort Filme, Musik, Computerprogramme oder Dokumente auffindbar sein. Große Peer-to-Peer-Netze haben mehrere Millionen Teilnehmer und bieten eine Vielfalt an Dateien, z. B. sind dort (illegal) Filme zu finden, die in Deutschland (noch) nicht in Kinos oder Videotheken verfügbar sind. Andere bieten Mitschnitte von Fernsehsendungen an, die vor Jahrzehnten ausgestrahlt wurden.
Legal können Informationen und Daten weitergegeben werden, wenn diese in einer freien Lizenz veröffentlicht wurden oder eine Weitergabe ausdrücklich erwünscht ist (z. B. bei Shareware, freier Software oder wenn für das entsprechende Werk die Schutzfristen abgelaufen sind). Andererseits stellt das Anbieten von urheberrechtlich geschützten Werken ohne Erlaubnis des Urhebers eine Urheberrechtsverletzung dar. Die Verwendung einer Filesharing-Software und die Teilnahme am entsprechenden Netzwerk an sich ist jedoch legal.
Da die Dateien oft von vielen Personen gleichzeitig angeboten werden, entstehen durch Filesharing-Programme (insbesondere bei Internet-Flatrates) keine Mehrkosten für den zusätzlichen Datenverkehr, da ansonsten ungenutzte Upload-Kapazitäten für ausgehende Transfers genutzt werden. Viele weniger bekannte Musiker bieten ihre Musik daher über Filesharing-Systeme an, um nicht für teure Serverkapazitäten zur Verteilung ihrer Musik bezahlen zu müssen.
Eine Datei wird dabei oftmals von mehreren Personen gleichzeitig geladen. Technisch wird sie dazu in fest definierte Bruchstücke aufgeteilt, welche dann einzeln und parallel von unterschiedlichen Anbietern im Netzwerk kopiert werden. Auf diese Art lassen sich hohe Download-Geschwindigkeiten erzeugen, wobei der Datenverkehr pro Anbieter gering bleibt.

## Client-Server-Prinzip
Die ersten Programme kennzeichneten sich durch Suchanfragen an einen Server, der entweder direkt den Download bereitstellte oder den Client an entsprechende andere Nodes (meist Peers genannt; vom engl. Peer für Gleichgestellten) zum Herunterladen vermittelte. Beispiele sind Napster (heute ein kostenpflichtiger Anbieter) oder eDonkey2000 in der Server-Version (heute zusätzlich mit dem Kademlia basierten Kad-Netzwerk dezentralisiert). Neben diesen Programmen wurden aber auch häufig Internetdienste für Filesharing benutzt, die ursprünglich nicht dafür gedacht waren, zum Beispiel E-Mail oder auch Instant Messaging.
Neben reinem Peer-To-Peer-basierten Filesharing besteht auch ein Server-unterstütztes Filesharing. Aufgrund des heute weit verbreiteten ADSL (asymmetrisches DSL) ist bei beiden Filesharing-Varianten die mögliche Datenrate des einzelnen Peers für Upload ins Internet sehr viel kleiner als die mögliche Datenraten zum Download aus dem Internet. Durch Rechner, die nicht über ADSL, sondern über upload-starke Leitungen am Netz teilnehmen, oder durch viele Peers mit kleiner Datenrate kann aber dennoch ein größerer Teil der Empfangs-Datenrate bereitgestellt werden.

### Usenet
Das schon vor dem Web entstandene Usenet, eigentlich eine Art Sammlung von Diskussionsforen, wird immer mehr zum Dateitausch genutzt. Dazu wird das sogenannte Binary Usenet verwendet, wodurch nicht nur textuelle Inhalte, sondern auch Binärdaten gepostet werden können. Um das Usenet uneingeschränkt für Binärdaten nutzen zu können, wird allerdings neben dem Internet Service Provider meist ein zusätzlicher (kostenpflichtiger) Provider benötigt.
Durch große Werbekampagnen und mit Programmen mit einem Napster-ähnlichen Interface zum Zugriff auf die Dateien im Usenet richten sich kommerzielle Usenet-Provider wie UseNeXT, Firstload oder Alphaload speziell an Filesharer. Dabei wird vor allem mit scheinbar legalen und anonymen Downloads von MP3-Dateien, Filmen und Software geworben. Obwohl diese Angebote kostenpflichtig sind, findet keine geregelte Lizenzierung an entsprechende Urheber statt.

### Sharehoster
Auch Sharehoster (sog. „One-Click-Hoster“) werden zum Filesharing verwendet. Da es hier sehr gut möglich ist, privat und im sehr kleinen Rahmen zu tauschen, können auch unpopuläre Dateien sehr schnell und gezielt verteilt werden. Der Veröffentlicher lädt seine Datei auf den Server eines entsprechenden Sharehosters und erhält einen Link, mit dem die Daten abgerufen werden können, die dann per E-Mail, Instant Messaging, in Foren oder auf einer Webseite weitergeben werden können.
Sharehoster sind voneinander unabhängig, daher ist der Inhalt nicht anbieterübergreifend. Zudem wird ein Link vom Uploader benötigt, den die meisten Sharehoster nicht veröffentlichen. Sharehoster können meistens kostenlos, mit Hilfe von Werbung, benutzt werden. Um weniger Einschränkungen und bessere Dienste, etwa eine schnellere Dateiübertragung, zu erhalten, kann oft auch für eine monatliche Gebühr ein Premiumdienst in Anspruch genommen werden.

## Peer-to-Peer mit Koordinationsserver
Die ersten Filesharing-Netzwerke waren zentral und arbeiteten nach dem Client-Server-Prinzip. Ein zentraler Server verwaltet die Liste der von den Clients angebotenen Dateien; der eigentliche Austausch der Datenblöcke erfolgte direkt zwischen den Clients (Peer-to-Peer). Feature-mäßig war bei manchen Systemen immerhin bereits ein Download von mehreren Quellen möglich, wenn diese dieselbe Datei anboten. Fast alle dieser ersten Systeme wurden aus rechtlichen Gründen zwangsweise geschlossen.
Als Reaktion wurden Systeme entwickelt, die einen ersten Grad an Dezentralisierung beinhalteten. Nun konnte jeder einen Server betreiben, der die Verwaltung und Koordination der mit ihm verbundenen Clients übernimmt. Jeder Koordinationsserver wurde von verschiedenen Personen oder Gruppen betrieben, es konnte zwischen den Servern gewechselt werden und jeder Server war für weniger Peers zuständig.
- Applejuice (applejuicenet.de) – beständig seit 2003, Java-basiert
- Audiogalaxy – seit Mitte 2002 geschlossen
- Direct Connect
- eDonkey2000
- Napster – seit Juli 2001 geschlossen, unter gleichem Namen mittlerweile kostenpflichtiger Musikdienst
- Soulseek
- WinMX – Seit September 2005 sind die ursprünglichen Server abgeschaltet. Andere Server haben deren Aufgabe übernommen.
- BitTorrent

### BitTorrent-Netzwerk
Meistgenutzte Clients:
- BitComet – Windows, proprietär, C++, enthält Werbung, kann man jedoch auch im Menü abschalten.
- BitTorrent (Client) – plattformunabhängig, proprietär, Python, Original-Client (auch „Mainline“ genannt)
- Transmission – Mac OS X (nativ), OpenSolaris, GTK, BeOS, Open Source (MIT-Lizenz)
- Vuze (ehemals Azureus) – plattformunabhängig, Open Source, Java, durch Plug-ins erweiterbar
- µTorrent – Windows, Mac OS X, proprietär (Adware), C++, ressourcenschonender Client

Andere BitTorrent-Clients:
Außer diesen Clients (die in ihrem Funktionsumfang in etwa gleich sind) gibt es noch viele weitere, z. B.:
- ABC – Windows und Linux (beta), Open Source (GPL), Python
- Deluge (gTorrent) – GTK, plattformunabhängig, Open Source, Python
- Flashget – Windows, proprietär, Downloadmanager
- GetRight – Windows, proprietär, Downloadmanager
- Halite – Windows, Open Source (BSD-Lizenz), C++
- KTorrent – KDE, Open Source (GPL)
- MLDonkey – plattformunabhängig, Open Source (GPL), Objective CAML, unterstützt auch die Protokolle eDonkey2000, Overnet, Emule-Kad, FastTrack, FTP, Gnutella, Gnutella2
- Opera – ab Version 9.0
- rTorrent – Konsole, Linux, extrem ressourcenschonend
- Shareaza – Windows, Open Source (GPL), C++, unterstützt des Weiteren auch die Protokolle Gnutella2, Gnutella und eDonkey2000
- TorrentFlux – plattformunabhängig, Python, PHP, MySQL, webbasiert

## Peer-to-Peer: Vollständig dezentrales Filesharing
Serverbasierte Filesharing-Systeme waren zwar vergleichsweise einfach zu programmieren, doch die zentralen Server waren auch gleichzeitig die Schwachpunkte des ganzen Systems. Sie mussten nicht nur den gesamten Datenverkehr zur Quellensuche verarbeiten, sondern legten im Falle eines Ausfalls gleichzeitig das ganze oder einen Teil des Systems lahm.
Deshalb wurden neue, vollständig dezentrale Peer-to-Peer-Systeme (auch kurz P2P-Systeme) entwickelt, die durch Verteilung der Dienste auf alle Teilnehmer keine zentralen Server mehr benötigten. In einem derartigen System werden sämtliche Koordinations- und Verwaltungsaufgaben unter den Peers selbst erledigt. Suchanfragen werden oftmals über alle Nachbarn hinweg gestartet und Quellen für den Download gefunden. Beispiele sind Gnutella, Gnutella2 und Kademlia-basierte Netzwerke.
Neuere Versionen ermöglichen es, einige Peers automatisch als besondere Peers zu erwählen, welche die Aufgaben der bisherigen zentralen Koordinationsserver übernehmen. Diese werden z. B. Super-Peers oder Super-Nodes genannt.
Die Frage ist offen, ob ein vollständig dezentrales System oder ein System mit einer Anzahl „zentraler“, ausfallsicherer Server, welche von verschiedenen Gruppen für jeweils eine kleine Gruppe von Peers betrieben werden, zu bevorzugen ist. Ein höherer Grad an Dezentralisierung und der damit einhergehende Wegfall eines zentralen, autoritativen und als fair angenommenen Koordinationsservers erfordert einen Mehraufwand an Koordination zwischen den Peers. Dies setzt die Effizienz herab, und ein solches System anfälliger ist gegenüber malignen Teilnehmern bzw. Netzwerkstörern.
Das erste vollständig dezentrale P2P-System war Gnutella.
Im April 2006 hatten die P2P-netzwerke Kademlia, Gnutella, FastTrack und Ares zusammengerechnet zirka 10,3 Millionen Benutzer. Es ist schwierig zu sagen, ob diese Zahl mit der tatsächlichen Anzahl der Personen übereinstimmt, die diese Netzwerke nutzen. Es ist möglich, dass einige Personen mehrere P2P-Programme gleichzeitig für verschiedene Netzwerke verwenden. Die genaue Anzahl der BitTorrent-Benutzer ist schwer zu messen, da die Software nur die Anzahl der Benutzer angibt, die zum gleichen Zeitpunkt aktiv sind. Daher könnte die tatsächliche Gesamtzahl der Nutzer die angegebenen 10 Millionen um ein Vielfaches überschreiten.

### eMule-Kademlia-Netzwerk
- aMule
- eMule (meistgenutzter Client)
- MLDonkey
- Morpheus
- Overnet

### Gnutella- und Gnutella2-Netzwerke
- Acquisition – Mac OS X, Closed Source (Shareware)
- BearShare – Windows, Closed Source, Entwicklung 2005 eingestellt, im Mai 2006 von iMesh übernommen, enthält Spyware. 2016 eingestellt
- FrostWire – plattformunabhängig, Open Source (GPL), Java, basiert auf LimeWire
- Gnucleus – Windows, Open Source (GPL), C++, unterstützt auch Gnutella2
- gtk-gnutella – Unix, Open Source (GPL), C
- LimeWire – plattformunabhängig, Open Source (GPL), Java, (meistgenutzter Client)
- Mutella – Open Source, textbasiert, nur Unix
- Phex – plattformunabhängig, Open Source (GPL), Java
- Shareaza – Original-Client für Gnutella2, Windows, Open Source, unterstützt auch weitere Netzwerke: eDonkey2000, BitTorrent

Viele weitere Clients basieren auf giFT.

### Manolito P2P network (MP2PN)
- Blubster – erster Client
- Piolet
- Manolito
- RocketItNet

### FastTrack-Netzwerk
- Apollon, Open Source (GPL), basiert auf giFT, unterstützt auch weitere Netzwerke
- Grokster – Entwicklung Juni 2005 eingestellt
- Kazaa – offizieller Client, enthält Adware/Spyware
- Kazaa Lite – Kazaa-Derivat, enthalten keine oder weniger Adware/Spyware, siehe auch Kazaa-Lite-Varianten
- Mammoth – plattformunabhängig, Open Source, Entwicklung Januar 2004 eingestellt
- MLDonkey

### Andere Netzwerke oder Clients
- Coral (Netzwerk)
- DC++ – Direct-Connect-Client
- Direct Connect
- JXTA
- OpenNap – Napster-Klon
- SlavaNap – Napster-Klon
- StrongDC++
- TekNap – OpenNap-Client
- XDCC

### Multi-Netzwerk-Clients
- giFT
- MLDonkey
- Morpheus
- Shareaza
- Snoopstar

## Anonymes P2P
P2P-Systeme benötigen keinen zentralen Server, doch nach strafrechtlichen Klagen gegen einzelne Nutzer dieser Systeme sowie Filter-Maßnahmen einiger Internetdienstanbieter (besonders gegenüber dem BitTorrent-Protokoll, wobei jedoch das Protokoll trotz seiner legalen Anwendungen komplett gefiltert wurde) Mitte der 2000er Jahre stieg das Verlangen nach anonymen P2P-Filesharing-Diensten.
Die Anonymität hat folgende Ziele:
- Entkommen der Zensur und Filterung durch Internetdienstanbieter
- Entkommen potenzieller Verfolgung durch den Staat aus strafrechtlichen oder politischen Gründen
- prinzipieller Wunsch nach Privatsphäre

Die anonymen Dateinetzwerke erreichen ihre Anonymität durch folgende Maßnahmen:

### Weiterreichen über Zwischenstationen
Der ursprüngliche Absender von Datenpaketen wird verschleiert, indem jeder Teilnehmer nicht nur eigene Anfragen sendet und deren Antworten empfängt, sondern auch Anfragen und Antworten anderer Teilnehmer weiterleitet. Dadurch ist nicht ersichtlich, wer die ursprünglichen Daten gesendet hat oder für wen sie schlussendlich bestimmt ist. Jeder Teilnehmer ist somit ein Netzwerkknoten und ein Router. Dies hat, gemeinsam mit dem Faktum, dass viele Heim-Internetanbindungen asymmetrische Bandbreiten im Upload und Download aufweisen, natürlich negative Auswirkungen auf die Leistungsfähigkeit des Netzwerkes, weil das Datenpaket mehrmals von der vorherigen Zwischenstation heruntergeladen und zur nächsten Zwischenstation hochgeladen werden muss.
Oft werden die übertragenen Daten zusätzlich end-to-end verschlüsselt, so dass die Zwischenstationen oder die Internetprovider den Inhalt der Datenpakete nicht auslesen können.
Zur Illustration: Petra gibt die Datei an Paul, Paul an Oliver, Oliver an Anna. Petra und Anna lernen sich dabei also nie kennen und sind daher geschützt. Oft werden auch virtuelle IP-Adressen anstelle der realen IP-Adressen genutzt. Zusätzlich werden alle Übertragungen verschlüsselt, so dass selbst der Netzwerkadministrator des Internet-Providers nicht sehen kann, was übertragen wird und an wen die Übertragung gerichtet war.
Die erste Software, die diese Methode der Weiterleitung einsetzte, war Tor, ein Netzwerk, um Web-Aufrufe zu anonymisieren, und prägte den Begriff Onion-Routing.
Diese Methode findet Anwendung unter anderem in GNUnet, RetroShare und I2P – wobei die letzteren beiden Netzwerke nicht ausschließlich für Filesharing entwickelt wurden und werden.
Nicht für P2P geeignet sind allgemeine Proxydienste und Anonymisierungsdienste wie Tor. Einerseits werden weiter nicht-anonyme Clients und Netzwerke verwendet, die u. U. die Anonymisierung „unfreiwillig“ aushebeln (etwa Bittorrent), andererseits sind solche Anonymisierungsdienste weder von der Bandbreite noch von der Methode her für Filesharing ausgelegt.
RetroShare, I2P und GNUnet sind öffentliche Peer-To-Peer-Systeme, die Anonymisierung ausschließlich durch Routing und Verschlüsselung erreichen. Tor hingegen wird durch Server betrieben, wobei jeder Client auch gleichzeitig Server sein kann. Auch hier erfolgt die Anonymisierung ausschließlich durch Routing. Benutzer, die ihre Software als Nur-Client konfigurieren, tragen nicht zur Anonymisierung bei.

### Rückzug in kleine Gruppen
Dateitausch wird nur mit Freunden oder höchstens mit der nächsten Ebene von Freunden meiner Freunde betrieben. Dies wird auch Friend-to-Friend oder F2F genannt, in Anlehnung an den Begriff Peer-to-Peer. Solche Netzwerke werden auch als Darknet bezeichnet, weil das Netzwerk nicht über einen globalen Suchmechanismus aufgefunden werden kann, weil es komplett abgetrennt ist von einem globalen Netzwerk und diesen Anspruch auch nicht stellt, z. B. WASTE ist nur für kleine Gruppen konzipiert und ist dadurch ein Darknet.
In diesen Netzwerken sind Freigegebene Dateien statt für Jeden nur für zugelassene Benutzer sichtbar, welche per Annahme persönlich bekannte und vertrauenswürdige Personen sind. Diese Netzwerke sind jedoch (ohne Turtle Routing) nicht anonym im eigentlichen Sinn – Netzwerkadressen und freigegebene Dateien sind für jeden „Freund“ sichtbar und die Kommunikation findet, zwar verschlüsselt, aber direkt mit dem betreffenden Benutzer statt. Wird ein Angreifer als Freund akzeptiert, sind alle Informationen des Gegenübers abrufbar.

### Anonymisierung der Datenblöcke
Statt das Netzwerk zu anonymisieren, werden hier die ausgetauschten Daten bzw. Datenblöcke anonymisiert. Die Dateiblöcke werden mit Dateiblöcken anderer Dateien vermischt, was die Zugehörigkeit zu einer Datei verschleiert. Datenblöcke werden mehrmals verwendet, was ebenfalls die Zugehörigkeit verschleiert. Durch z. B. XOR-Verknüpfung wird weder auf der Festplatte noch am Datennetzwerk die ursprünglichen Daten, sondern ausschließlich Datenmüll ausgetauscht bzw. gespeichert, was auch zur Folge hat, dass auf diesen Datenmüll kein Urheberrecht anwendbar ist. Durch das Verteilen der Datenblöcke im Netzwerk ist der ursprüngliche Einspeiser der Datei bzw. ihrer Datenblöcke ebenfalls nicht nachverfolgbar.
Da die Daten anonymisiert werden und kein Weiterreichen notwendig ist, besitzt diese Methode der Daten-Anonymisierung einen höheren Effizienzgrad als die Methode der Netzwerk-Anonymisierung. Muss bei der Methode der Weiterreichung ein Datenblock bis zu seinem Ziel mehrmals hoch- und heruntergeladen werden, was zwischen 5 und 15 Mal der Fall ist, was gemäß der resultierenden Berechnungsformel {\displaystyle s*(hi+ho+1)*2-s} einem Overhead von 900 bis 2900 % entspricht, so ist der Überhang hier ohne Optimierungen etwa 200 %. ({\displaystyle s} ist dabei die Größe der Datei, {\displaystyle hi} die Tunnellänge eingehend und {\displaystyle ho} die Tunnellänge ausgehend. Plus 1 für den Hop zwischen Outbound Endpoint und Inbound Gateway.)
Durch Wiederverwendung einiger aus der Vermischung resultierender Blöcke kann der Überhang auf {\displaystyle s*(t-1)*{\frac {e}{100}}} reduziert werden. {\displaystyle s} ist dabei die Größe der Datei, {\displaystyle t} die Tupelgröße und {\displaystyle e} die Prozentanzahl externer, unverwandter Blöcke zur Vermischung. Standardmäßig wird {\displaystyle e} gleich 75 (und {\displaystyle t} gleich 3) gewählt, was zu einem Überhang von 150 % führt. Sind bereits Datenblöcke anderer Dateien im lokalen Speicher vorhanden, welche für das Wiederherstellen der Datei notwendig sind, so kann der Effizienzgrad noch weiter gesteigert werden. Um den Überhang weiter zu reduzieren, kann targeted store genutzt werden, was bewirkt, dass die Blöcke einer oder mehrerer bestimmter Dateien verstärkt bei der Vermischung benutzt werden, was bei der Speicherung einer Gruppe von verwandten Dateien sinnvoll ist.
Diese Methode wird vom Owner Free Filesystem und kompatiblen Clients genutzt.

### I2P-Netzwerk
- I2P – Open Source, anonymes und zensurresistentes P2P Mix-Netzwerk für diverse Internet-Anwendungen, aktive Weiterentwicklung
- I2PSnark – Open Source, anonymer, in I2P als Web-Applikation integrierter BitTorrent-Client, aktive Weiterentwicklung
- iMule – Open Source, eDonkey über I2P
- Vuze – mit I2P-Plugin

### Andere Netzwerke oder Clients
- Hyphanet (bis Mitte 2023 Freenet) – Open Source, anonyme und zensurresistente Plattform für diverse Internet-Anwendungen (aktive Weiterentwicklung)
- GNUnet – Freie Software, anonymer Filesharing-Client mit fakultativem Caching von Inhalten (aktive Weiterentwicklung)
- RetroShare – Open Source, anonymes und zensurresistentes Turtle-Routing-Netzwerk für verschiedene Anwendungen (aktive Weiterentwicklung)

- OFFSystem – Open Source (Weiterentwicklung 2009 eingestellt)
- MUTE – Open Source (Weiterentwicklung 2009 eingestellt)
- Zultrax – Closed Source (Weiterentwicklung 2009 eingestellt)
- Proxyshare – Closed Source (Weiterentwicklung 2006 eingestellt)
- Nodezilla – Closed Source (Weiterentwicklung 2010 eingestellt)
- Share – Closed Source (Weiterentwicklung 2006 eingestellt)
- Winny – Closed Source (Weiterentwicklung 2003 eingestellt)

## Streams über P2P
Neben dem traditionellen Filesharing gibt es auch Dienste, die anstatt kompletten Dateien Datenströme (sog. Streams) über ein P2P-Netzwerk verschicken. Dies erlaubt dezentrales Radiohören und Fernsehen, ohne dass der Stream von einem zentralen Server versendet werden muss. Dabei ist es wichtig, dass es nicht über eine Baumstruktur geschieht, sondern über eine Schwarmtechnik, wie sie von Bittorrent bekannt ist.

### Allgemein
- Broadcatching

### Baumstruktur
- PeerStream

### Schwarm-Struktur wie BitTorrent
- Icecast
- Miro Media Player (ehemals Democracy Player)
- Peercast (auf Gnutella-Basis)
- PPLive
- Zattoo

## Rechtliche Auseinandersetzungen um Filesharing
Das unerlaubte Vervielfältigen und Verwerten urheberrechtlich geschützter Werke, die auch digital vorliegen können, kann sowohl zivilrechtliche als auch strafrechtliche Konsequenzen zur Folge haben. Insbesondere die Unterhaltungs-, Musik-, Film- und Softwarebranche geht teilweise sehr aktiv bei Verstößen gegen das Urheberrecht vor. Nach Feststellung einer Urheberrechtsverletzung wird sehr häufig zunächst eine sogenannte Abmahnung versandt. Ziel der Abmahnung ist die außergerichtliche Beilegung und damit die Vermeidung einer gerichtlichen Auseinandersetzung. Inhaltlich wird dem Empfänger der Abmahnung das fehlerhafte Verhalten aufgezeigt. Er wird aufgefordert dieses Verhalten zukünftig zu unterlassen. Dabei werden von dem Abgemahnten – bei Einschaltung eines Rechtsanwaltes – auch die damit verbundenen Aufwendungen als Schadensersatz eingefordert (sogenannte Abmahngebühr). Gesetzlich ist dieser Anspruch auf die Gebühren aus einem Gegenstandswert von 1000 Euro begrenzt, wenn der Abgemahnte eine natürliche Person ist, der Abmahnende keinen aktuellen Rechtsanspruch gegen den Abgemahnten hat und die übrigen Voraussetzungen des § 97a Abs. 3 UrhG vorliegen. Auf der Ebene der Amtsgerichte hat sich teilweise eine Begrenzung auf 150 Euro durchgesetzt.
Beteiligte am Filesharing sind u. a.:
- der unmittelbar handelnden Filesharer selbst
- der Anschlussinhaber, d. h. Vertragspartner des Internetdienstanbieters (ISP) (z. B. Vorstand eines privaten Mehrpersonenhaushalts, Universität)
- derjenigen, der die verwendete Software entwickelt bzw. bereitstellt und
- der Internetdienstanbieter (Internet Service Provider, ISP).

Zu unterscheiden ist
- das Empfangen von Inhalten
- das Bereitstellen bzw. Senden von Inhalten

### Die Ermittlung der Anschlussinhaber

#### Über die IP-Adresse
Grundsätzlich kann jeder Internetanschluss, mit dem auf das Internet zugegriffen wird, über seine IP-Adresse eindeutig bestimmt werden. Über die IP-Adresse kann wiederum grundsätzlich der Vertragspartner des ISPs bestimmt werden. Kompliziert wird der Sachverhalt aber dadurch, dass die meisten IP-Adressen nur temporär vergeben werden. Eine nachträgliche Nutzung solcher IP-Adressen zu Ermittlungszwecken setzt also eine Speicherung der Verbindungsdaten durch den ISP voraus.
Am 1. Januar 2008 war das Gesetz zur Vorratsdatenspeicherung in Kraft getreten, das unter anderem eine Speicherung der Verbindungsdaten beim ISP für die Dauer von sechs Monaten vorsah. Verpflichtend wurde die neue Regelung für die ISPs allerdings erst am 1. Januar 2009. Das Bundesverfassungsgericht hatte in seiner Eilentscheidung vom 11. März 2008 entschieden, dass derart erhobene Verbindungsdaten nur herausgegeben werden dürfen, wenn Gegenstand des Ermittlungsverfahrens eine schwere Straftat im Sinne des § 100a Abs. 2 StPO ist. Einfache Urheberrechtsverletzungen gehören nicht dazu.
Mit Urteil vom 2. März 2010 hat das Bundesverfassungsgericht die konkrete Umsetzung der Vorratsdatenspeicherung für verfassungswidrig erklärt und mit sofortiger Wirkung für nichtig erklärt. Gespeicherte Daten mussten gelöscht werden. Die Bundesregierung konnte sich bisher auf kein neues Gesetz einigen, so dass derzeit keine Pflicht zur Speicherung besteht. (Stand: September 2012)
Trotzdem dürfen die Zugangsanbieter IP-Adressen weiterhin zu Zwecken der Abrechnung oder Missbrauchsbekämpfung speichern. Daher besteht wie auch vor Einführung der Vorratsdatenspeicherung die Möglichkeit, eine gewisse Zeit lang einer IP-Adresse samt Zeitstempel einen Anschlussinhaber zuzuordnen.
Nach eigenen Angaben ermitteln die Abmahner mit Hilfe einer Software zunächst die IP-Adressen derjenigen Anschlussinhaber, über deren Anschluss im Internet eine urheberrechtlich geschützte Datei bereitgehalten wird. Sodann wird der zu dieser IP-Adresse zugehörige Provider ermittelt. Kommt eine größere Zahl an IP-Adressen bei einem Provider zusammen, führen die Abmahnenden zunächst ein Auskunftsverfahren vor Gericht, mit dem der Provider verpflichtet wird, zu sämtlichen IP-Adressen den dazugehörigen Internet-Anschlussinhaber mit Namen und Anschrift zu benennen. Diese Auskunft bildet im Anschluss daran die Grundlage für zahlreiche Abmahnungen (die sogenannten Massenabmahnungen), bei denen im Textbausteinsystem tausendfach Anschlussinhaber angeschrieben werden und ihnen eine Urheberrechtsverletzung vorgeworfen wird.
Das im Ergebnis gleiche Verfahren kann auch in Echtzeit stattfinden. Anstatt die aufgelaufenen IP-Adressen zu sammeln können diese auch direkt an den Provider geleitet und „eingefroren“ werden, bis das entsprechende Gerichtsurteil vorliegt. Der komplette Verzicht oder ein Verbot der Speicherung von IP-Adressen zum Access-Provider würde Abmahnungen also nicht verhindern.
Im August 2012 hat der Bundesgerichtshof den Auskunftsanspruch von Rechteinhabern gegenüber Providern zur Herausgabe und Verfolgung von IP-Adressen bestätigt. Dies betrifft allerdings nur diejenigen Nutzer, die selbst urheberrechtlich geschütztes Material zum Download anbieten. Auslöser der Entscheidung war ein Lied von Xavier Naidoo.

#### Vorgehensweise nur gegen Anschlussinhaber
Aus oben genannten Gründen bei der Ermittlung des Sachverhaltes landen alle Abmahnungen bei den Anschlussinhabern eines Internetzuganges, nicht jedoch zwingend bei dem Nutzer von Filesharing. Bei dem Anschlussinhaber kann es sich um einen Unternehmer handeln, bei dem 2, 3, 10, 20 oder noch mehr internetfähige Computer genutzt werden. Der Anschlussinhaber kann aber auch ein Hotelier sein oder ein Caféhausbetreiber, der es seinen Gästen ermöglicht, das Internet zu nutzen. In den meisten Fällen ist der Anschlussinhaber eine Privatperson, die Mitglied eines Mehrpersonenhaushaltes ist. Einem Privathaushalt stehen häufig mehrere internetfähige Computer zur Verfügung und es kommen in Mehrpersonenhaushalten durchaus auch mehrere Nutzer in Betracht. In vielen dieser Fälle stellt sich deshalb die Frage, ob der Anschlussinhaber überhaupt als Störer für das Handeln anderer Personen haftet. Die Antwort auf diese Frage hängt vom konkreten Einzelfall ab. Folgende Fragen stellen sich technisch und rechtlich und müssen voneinander unterschieden werden:
- die Verfolgung der Filesharer: welche Daten können ermittelt werden
- der Beweiswert der (so) gewonnenen Ergebnisse.
- die eigentliche Haftung der Filesharer
- diverse andere Fragen, insbesondere der Handhabung im Ausland, möglicher politischer Lösungen etc.

Ob nach § 101 UrhG Rechteinhaber die Verbindungsdaten nach richterlicher Genehmigung direkt beim Provider erfragen können, wird von Gerichten unterschiedlich entschieden. Ursache der wechselnden Rechtsprechung ist hier die schwammige Formulierung „…in gewerblichem Ausmaß das Urheberrecht…verletzt…“ und die Frage, ob und ab welchem Ausmaß dies auf das Hochladen von Dateien beim Filesharing zutrifft.
Im Januar 2008 erklärte der Europäische Gerichtshof, nach europäischem Recht seien die Mitgliedstaaten nicht gezwungen, Provider zur Weitergabe personenbezogener Daten für zivilrechtliche Verfahren zu verpflichten. Des Weiteren sei ein Gleichgewicht zwischen Urheberrechtsschutz und Datenschutz zu gewährleisten. Das Bundesjustizministerium bereitet einen Gesetzentwurf vor, der die Weitergabe von Verbindungsdaten wegen des Verdachts von Urheberrechtsverletzungen untersagt.

#### Hausdurchsuchung
In schweren Fällen und wenn bereits ein ausreichender Tatverdacht vorliegt, kann zur Beweissicherung eine Hausdurchsuchung durchgeführt werden. Das ist in Deutschland jedoch weiterhin die Ausnahme und bedarf einer Entscheidung durch das zuständige Gericht, das auf Antrag einer Staatsanwaltschaft einen Durchsuchungsbeschluss erlassen kann. Nur in Ausnahmefällen (z. B. bei Gefahr im Verzug) dürfen Strafermittlungsbehörden, z. B. die Polizei, ohne vorherige richterliche Anordnung eine Privatwohnung durchsuchen.

### Beispiele
In Deutschland kam es im Mai 2004 zu einer Verurteilung eines Anbieters von Musik in Filesharing-Netzwerken. Die Geldstrafe betrug 80 Tagessätze à 5 Euro. Das ist bisher der einzige bekanntgewordene Fall, bei dem es tatsächlich zu einer Verurteilung kam. Zusätzlich einigten sich die Anwälte außergerichtlich auf 8000 Euro als Schadenersatz. Für die Strafverfolgung wurde der Internet Service Provider des Beklagten durch die Staatsanwaltschaft gezwungen die Kundendaten herauszugeben, denn nach dem zum 13. September 2003 in Kraft getretenen „1. Korb“ des deutschen Urheberrechtsgesetzes machen sich Teilnehmer strafbar, wenn sie urheberrechtlich geschützte Inhalte ohne Erlaubnis des Urhebers oder des Rechtsinhabers im Internet anderen zum Herunterladen zur Verfügung stellen.
Seit 2005 erregt das Geschäftsmodell der Logistep AG mit Sitz in Steinhausen Aufsehen, die das Suchen nach Anbietern von rechtlich geschützten Werken über eine Software namens File Sharing Monitor automatisiert hat und das den Rechteinhabern gegen Einrichtungsgebühr und Provision als Dienstleistung anbietet. Auch hier wurde im Anschluss an die Suche der Umweg über die Strafanzeige genutzt, um an die Kundendaten zu gelangen. In der Schweiz hat das Bundesgericht inzwischen geurteilt, dass Logisteps Vorgehen widerrechtlich ist, da es gegen das Datenschutzgesetz verstößt.
Die Zugangsanbieter sind generell nicht verpflichtet oder berechtigt, Daten über ihre Kunden an Dritte weiterzugeben. § 14 Abs. 2 Telemediengesetz erlaubt den Internetprovidern nur „Auf Anordnung der zuständigen Stellen […] im Einzelfall Auskunft über Bestandsdaten [zu] erteilen, soweit das für Zwecke der Strafverfolgung […] oder zur Durchsetzung der Rechte am geistigen Eigentum erforderlich ist.“
In obergerichtlichen Urteilen (OLGe Frankfurt und Hamburg) wurde bestätigt, dass die Provider nur dann gezwungen werden können, Kundendaten herauszugeben, wenn bei der Staatsanwaltschaft Strafantrag gestellt wurde.

#### Die zivilrechtliche Haftung
Rechtlicher Angriffspunkt sind regelmäßig nicht die Downloads der urheberrechtlichen Werke, sondern die von den Filesharing-Programmen automatisch vorgenommenen Uploads (Das Weiterverbreiten). Je nach Client und Netzwerk kommt es beim P2P-Filesharing beim Herunterladen automatisch zu einem gleichzeitigen Upload der bereits heruntergeladenen Dateiteile an weitere Nutzer, normalerweise noch bevor ein Dateidownload beendet wurde.
Dabei ist zu unterscheiden: Der Anschlussinhaber kann als Störer auf Unterlassung in Anspruch genommen werden und hat als solcher Aufwendungsersatz zu leisten (Kosten der Abmahnung). Als Störer gilt er, wenn er zumutbare Kontroll- und Sorgfaltspflichten für die „Gefahrenquelle Internetanschluss“ nicht eingehalten hat. Welche Sorgfaltspflichten eingehalten werden müssen, ist nicht exakt definiert und wird von den Gerichten im Einzelfall entschieden. Oft genannt werden: aktueller Virenscanner, Firewall, Nutzung der Benutzer- und Rechteverwaltung mit getrennten Konten, möglichst eingeschränkte Rechte für Mitbenutzer (nicht: Administrator), Verschlüsselung des WLAN nach dem Stand der Technik bei Einrichtung, keine Nutzung von vorkonfigurierten Standard-Passwörtern, Belehrung der Nutzer. Sofern alle zumutbaren Sorgfaltspflichten eingehalten worden sind, haftet der Anschlussinhaber nicht automatisch.
Daneben haftet der eigentliche Täter (Nutzer, der das Filesharing veranlasst hat) auf Unterlassung, Schadensersatz und fiktive Lizenzkosten. Einige Gerichte sind der Auffassung, dass zu vermuten ist, dass der Anschlussinhaber der Täter sei und dieser im Rahmen der sekundären Darlegungs- und Beweislast aktiv widerlegen müsse, Täter gewesen zu sein. Was der Anschlussinhaber dazu im Einzelnen darlegen muss, ist bislang nicht ausreichend geklärt.
Seit Umsetzung des 2. Korbes ist auch das Herunterladen von urheberrechtlich geschützten Material beim Filesharing in der Regel rechtswidrig und nicht mehr von der Ausnahmevorschrift des § 53 UrhG gedeckt. Das reine Herunterladen wird jedoch in der Praxis weiterhin weder zivilrechtlich noch strafrechtlich verfolgt. Dies liegt insbesondere daran, dass der Streitwert und Unrechtsgehalt des Downloads vergleichsweise gering im Vergleich zum Upload gewichtet werden und es sich daher auch finanziell für die Rechteinhaber nur lohnt, Uploads zu verfolgen.
Siehe auch: Deutsches Urheberrecht mit seinen Beschränkungen und den Verletzungsfolgen, Unterlassungserklärung

#### Zivilrechtliche Einwendungen
Da es sich bei einer Abmahnung zunächst nur um ein außergerichtliches Angebot zur Vermeidung einer Klage handelt, kann die geforderte Zahlung nicht ohne anschließendes gerichtliches Verfahren zwangsweise beigetrieben werden.
Wird die Abmahngebühr jedoch nicht bezahlt, kann es, wenn auch nur in seltenen Fällen, zum Prozess vor Gericht kommen; viele Abmahnkanzleien sind jedoch auf solche Prozesse nicht spezialisiert und daher eher bemüht, längere Konflikte zu vermeiden.
Für den Fall, dass der Anspruchsgegner die Abmahnung für unberechtigt hält, kann er selbst gerichtlich mit einer negativen Feststellungsklage in die Offensive gehen und feststellen lassen, dass der geltend gemachte Unterlassungsanspruch nicht besteht.
Bezüglich des Unterlassungsanspruchs besteht die Möglichkeit, die geforderte Unterlassungserklärung zwar abzugeben, jedoch inhaltlich abzuändern, z. B. ohne die vom Abmahner für den Wiederholungsfall vorgegebene Vertragsstrafe in dieser Höhe, da die Höhe ebenso vom Gegner in einer vom Gericht überprüfbaren Weise fair nach Einkommenskriterien etc. festgelegt werden kann (§ 315 BGB).

#### Landesvergleich und Ausblick
Aus der Wissenschaft und aus Computer- und Bürgerrechtsaktivistenkreisen gibt es den Vorschlag, das Tauschen von Filmen und Musik zu legalisieren und die Urheber über eine Kulturflatrate zu entschädigen.
Auch in Frankreich, der Schweiz und Österreich finden wie in Deutschland zur Zeit (2006) rege Debatten um geplante Urheberrechtsnovellen, die sich insbesondere um die Bewältigung des Filesharing-Problems drehen, statt. In Frankreich lehnte das Parlament einen Gesetzesentwurf der Regierung ab und sprach sich stattdessen für das Konzept einer Kulturflatrate aus.

### Anbieter von Filesharingsoftware
In den Niederlanden ist die Software des umstrittenen Filesharing-Clients Kazaa im Dezember 2003 für legal erklärt worden (das bedeutet, der Anbieter der Kazaa-Software kann laut diesem Urteil nicht für die Urheberrechtsverletzungen der Software-Nutzer verantwortlich gemacht werden). Der Hoge Raad, der höchste Gerichtshof des Landes, hat es abgelehnt, eine Klage der niederländischen Verwertungsgesellschaft für Wort und Ton, Buma/Stemra, gegen die beiden Kazaa-Gründer neu zu verhandeln. Das bedeutet jedoch nur, dass in den Niederlanden die Software an sich nicht illegal ist und ihr Autor nicht für Dinge haftbar gemacht werden darf, die mit seiner Software ermöglicht werden, nicht, dass jegliche Benutzung der Software legal ist. Der EuGH entschied nun, dass Anbieter von Internetzugangsdiensten nicht verpflichtet sind, auf eigene Kosten zeitlich unbegrenzt für sämtliche Kunden generell und präventiv ein Filtersystem für alle eingehenden und ausgehenden elektronischen Kommunikationen, die mittels seiner Dienste insbesondere unter Verwendung von „Peer-to-Peer“-Programmen durchgeleitet werden, einzurichten, um in ihrem Netz den Austausch von Dateien zu identifizieren, die ein Werk der Musik, ein Filmwerk oder audiovisuelles Werk enthalten (EuGH, Urt. v. 24. November 2011 C 70/10).
Seit April 2003 begann man sowohl in den Vereinigten Staaten als auch in Europa seitens der RIAA und IFPI gegen die Anbieter von Musik in Filesharing-Netzwerken zu klagen. Zudem wurden lizenzierte Downloadplattformen angeboten, um auf diese Weise den Nutzern als Konkurrenz zu möglicherweise illegalen Downloads vollständig legale Alternativen anzubieten. Nachteil bei diesen Plattformen sind oftmals die Beschränkungen durch das eingesetzte DRM. Seit dem Jahr 2007 sind jedoch bei namhaften Anbietern wie beispielsweise dem Plattenlabel EMI Group Abwendungen von dieser Restriktion zu erkennen.

### Haftung des Anschlussinhabers für Verstöße Dritter (Störerhaftung)
Die Störerhaftung als Anschlussinhaber wurde im Oktober 2017 durch die 3. Änderung des Telemediengesetzes durch die neue Einführung eines Sperranspruchs nach § 7 Abs. 4 TMG ersetzt. Mit der Einschränkung der Störerhaftung gegenüber dem Anschlussinhaber sind prinzipiell damit verbundene Unterlassungsansprüche sowie Kosten, wie z. B. Schadenersatz oder Abmahngebühren ausgeschlossen, jedoch muss der Anschlussinhaber weiterhin der sekundären Darlegungspflicht genügen, also für das Gericht überzeugend darlegen, warum der Anschlussinhaber selbst gerade nicht der Täter war. Viele der zu diesem Thema vor dieser Gesetzesänderung ergangenen Gerichtsurteile sind für die laufende Rechtsprechung nicht mehr verbindlich, da sie auf Basis einer nicht mehr geltenden Rechtslage ergingen.
Da die Verfolger der Rechtsverstöße aus technischen und rechtlichen Gründen meist nur dem Anschlussinhaber habhaft werden, versuchten sie, diese zur Verantwortung zu ziehen. Die Medienindustrie startete dazu eine Kampagne mit dem Motto Eltern haften für ihre Kinder. Eine solche Haftung nahmen an beispielsweise für den Anschlussinhaber das LG Hamburg, Beschluss vom 25. Januar 2006, Az. 308 O 58/06 oder auch für das WLAN das LG Hamburg, Urteil vom 26. Juli 2006, Az. 308 O 407/06.
In einer Entscheidung des OLG Frankfurt von 2007 wurde der Anschlussinhaber nicht zur Verantwortung gezogen, weil einerseits nicht nachgewiesen werden konnte, wer das entsprechende urhebergeschützte Material zum Herunterladen mittels einer Tauschbörse bereitgestellt hatte. Andererseits unterlag der Anschlussinhaber auch keiner generellen Überwachungspflicht für andere (hier) Familienmitglieder. Diese Pflicht sei erst entstanden, wenn der Anschlussinhaber eindeutige Hinweise auf derartige Angebote in Tauschbörsen habe. Diese auf Deutschland bezogene Rechtsauffassung wurde entsprechend vom Obersten Gerichtshof in Österreich bestätigt und unter anderem damit begründet, dass die Funktionsweise von Internettauschbörsen und Filesharing-Systemen bei Erwachsenen nicht als allgemein bekannt vorausgesetzt werden könne und der Vater zudem dafür gesorgt habe, dass das Programm (LimeWire) vom Computer gelöscht wird.
Der BGH entschied mit Urteil vom 15. November 2012 (Az. I ZR 74/12 – „Morpheus“), dass Eltern für das illegale Filesharing eines 13-jährigen Kindes grundsätzlich nicht haften würden, wenn sie das Kind über die Rechtswidrigkeit der Teilnahme an Internet-Tauschbörsen belehrt und ihm die Teilnahme verboten hatten sowie keine Anhaltspunkte dafür hatten, dass ihr Kind diesem Verbot zuwiderhandelt. Für volljährige Kinder war die Rechtslage etwas anders: Der BGH entschied am 8. Januar 2014 (Az. I ZR 169/12 – „BearShare“), dass Eltern aufgrund des besonderen Vertrauensverhältnisses zwischen Familienangehörigen und der Eigenverantwortung von Volljährigen grundsätzlich (auch ohne Belehrung oder Überwachung) nicht für den illegalen Musiktausch ihrer volljährigen Kinder im Internet haften würden, es sei denn, sie hatten Anhaltspunkte dafür, dass der Internetanschluss für Urheberrechtsverletzungen missbraucht werde. Am 30. März 2017 urteilte der BGH hingegen, dass ein Anschlussinhaber, der im Rahmen der ihm obliegenden Nachforschungspflicht erfahren hat, wer die Rechtsverletzung begangen hat, den Namen dieses Familienmitglieds offenbaren müsse, sofern er eine eigene Verurteilung abwenden wolle.
Der BGH legte mit Urteil vom 26. Juli 2018 das neue TMG-Gesetz europarechtskonform aus, vor allem dahingehend dass „der Anspruch auf Sperrmaßnahmen nicht auf bestimmte Sperrmaßnahmen beschränkt (ist) und auch die Pflicht zur Registrierung von Nutzern, zur Verschlüsselung des Zugangs mit einem Passwort oder – im äußersten Fall – zur vollständigen Sperrung des Zugangs umfassen (kann).“ Damit wird die Unsicherheit der Vergangenheit wieder befördert, die der Gesetzgeber gerade beseitigen wollte. Denn weiterhin bleibt unklar, was der Anbieter eines WLANs nun im konkreten Einzelfall tun muss. Mögliche Folgen sind, dass Anbieter von WLANs in vorauseilendem Gehorsam Maßnahmen ergreifen, insbesondere die – auch vom EuGH postulierte – Registrierung von Nutzern, obwohl es keinerlei Anhaltspunkte dafür gibt, dass diese Maßnahme irgendetwas bringt. Anderenfalls muss sich der Anbieter möglicherweise wegen jeder Rechtsverletzung verklagen lassen, damit ihm die Gerichte erklären, was denn das Richtige gewesen wäre. Die Folgen der Störerhaftung für öffentliche WLANs finden sich daher im Wesentlichen leider nur in neuem Gewand wieder.

### Internet Service Provider
Bei ihnen besteht gegebenenfalls eine Pflicht zur Auskunft.
Im Rahmen eines Strafverfahrens müssen sie der Staatsanwaltschaft (nicht jedoch den Rechtsinhabern) anhand der von der Staatsanwaltschaft er- bzw. übermittelten IP-Adresse Auskunft über alle Daten des Beklagten geben, der die IP in einem bestimmten Zeitraum innehatte. Die Weitergabe der IP durch die ISPs ist in diesem Zusammenhang laut einstweiliger Verfügung des Bundesverfassungsgerichts vom 19. März 2008 nur noch bei besonders schweren Straftaten erlaubt. Siehe Näheres bei Providerprivileg und Vorratsdatenspeicherung.
Stattdessen greifen Rechteinhaber bzw. deren Vertreter nun auf § 101 UrhG zurück, um an Verbindungsdaten zu gelangen. Den Streit, ob der Internet Service Provider nur bei einem gewerblichen Ausmaß von Urheberrechtsverletzungen, verpflichtet ist, den Namen und die Anschrift mitzuteilen, oder, ob eine solche Auskunft generell zu erteilen ist, hat der Bundesgerichtshof mit Beschluss vom 19. April 2012 geklärt. Danach setzt ein Auskunftsanspruch nach § 101 UrhG kein gewerbliches Ausmaß der Rechtsverletzung voraus, sondern ist unter Abwägung der betroffenen Rechte des Rechtsinhabers, des Auskunftspflichtigen und der Nutzer sowie unter Berücksichtigung des Grundsatzes der Verhältnismäßigkeit in aller Regel ohne weiteres begründet.
Mit der am 21. Juli 2016 erlassenen Änderung des Telemediengesetzes wurde durch eine Ergänzung von § 8 Abs. 3 klargestellt, dass auch Zugangsanbieter, die Nutzern einen Internetzugang über ein drahtloses lokales Netzwerk zur Verfügung stellen, haftungsprivilegiert sind. Damit ist geregelt, dass WLAN-Betreiber unter das sogenannte Providerprivileg fallen. Die eigentliche Abschaffung der Störerhaftung hat es hingegen nicht in den Gesetzestext geschafft. Stattdessen findet sich in der Begründung des Gesetzes lediglich der Hinweis, dass der Gesetzgeber es gern sähe, dass WLAN-Betreiber nicht mehr für Rechtsverstöße Dritter abgemahnt und auf Unterlassung in Anspruch genommen werden können.
Echte Rechtssicherheit für offene Funknetze wird damit gerade nicht erreicht. Im Gegensatz zum eigentlichen Gesetzestext ist die Begründung nicht bindend. Gerichte können sie zur Auslegung heranziehen, müssen die dort dargelegte Sichtweise aber nicht zwingend teilen. Daher ist mit dem Gesetz keinerlei Fortschritt verbunden. Die Große Koalition hat damit gerade nicht den Weg für offenes WLAN in Deutschland freigemacht. Dazu hätte sie die Betreiber im Gesetz ausdrücklich insbesondere von Unterlassungsansprüchen freistellen müssen.

## Gefahren des Filesharings

### Computersicherheit
Da in Filesharing-Netzwerken sehr viele Daten ohne Kontrolle angeboten und kopiert werden, ist man als Nutzer solcher Netzwerke durch Viren, Trojaner, Computerwürmer und andere Schadprogramme gefährdet. Diese Schadprogramme werden von anderen Nutzern gezielt in den verschiedensten Dateien versteckt, um nach erfolgreichem Herunterladen Schaden auf fremden Computern anzurichten. Dagegen helfen Antivirenprogramme nur bedingt, da neu programmierte Schadprogramme auch in aktuellen Virenlisten noch nicht erfasst sein können.
Unabsichtlich freigegebene Dateien können zur Verbreitung von persönlichen Daten in Filesharing-Netzwerken führen. Dies kann beispielsweise bei nachlässiger Konfiguration des Client-Programms passieren, wenn statt des Share-Verzeichnisses versehentlich die ganze Festplatte anderen Teilnehmern zum Download angeboten wird.

### Politik
Weil mit Filesharing große Teile der Bevölkerung ungestraft gegen geltendes Recht verstoßen, kann sich die Legislative dazu veranlasst sehen, die Unterbindung auch mit sehr drastischen Mitteln zu bewirken.
In einigen Ländern gibt es Gesetze nach dem Prinzip „Three strikes“, bei dem Anschlussinhabern nach drei Verstößen gegen das Urheberrecht der Internetzugang gesperrt wird. In Frankreich wurde dieses Prinzip in den Jahren 2010 bis 2013 in Form des Hadopi-Gesetzes umgesetzt, dann aber zu Gunsten von Bußgeldzahlungen wieder abgeschafft.

### Wirtschaft
Da durch Filesharing im Vergleich zum Webbrowsing viel Datenverkehr entsteht, besteht für Internet-Service-Provider der Anreiz dazu, diesen zu limitieren, was zum Beispiel der amerikanische ISP Comcast 2007 versuchte. Dieses Traffic-Shaping genannte Verfahren greift zwar grundsätzlich nicht für bestimmte Dienste oder Anbieter und kann fast immer umgangen werden, aber trotzdem sah die FCC darin einen Eingriff in die Netzneutralität und mahnte den Betreiber ab, von dieser Praxis abzurücken. Danach und nach Gesprächen mit BitTorrent Inc. schwenkte der Betreiber dazu um, eine Obergrenze von 250 GB an monatlich produziertem Traffic-Aufkommen einzuführen. Diese Regelung hat bisher Bestand und stellt eine Einschränkung der bis dahin und bei anderen Anbietern üblichen pauschalen Abrechnung über Flatrates dar.
Auch von anderen Providern wird vermutet, dass sie Traffic von Filesharing-Diensten drosseln. In Deutschland stellt Kabel Deutschland einen aktuellen Fall einer ähnlichen Einschränkung dar. So wird zwischen 18:00 und 24:00 Uhr der Datendurchsatz vom Bittorrent-Protokoll eingeschränkt.
Unter dem Titel P4P haben mehrere Provider, Produzenten von Filesharingsoftware und Universitäten einen Dienst entwickelt, der der Software begrenzte Einsicht in den Netzwerkaufbau geben soll. Bevorzugt diese Software Verbindungen zu regional benachbarten Knoten, so entlastet das die Provider und sorgt mindestens unter Laborbedingungen für eine höhere Datentransferrate. Den offensichtlichen Vorteilen stehen Datenschutzbedenken auf der Nutzerseite entgegen.

## Statistik
Die US-amerikanische Firma Cisco schätzte, dass das durch Filesharing weltweit anfallende Datenvolumen im Zeitraum von 2013 bis 2018 von (ebenfalls geschätzten) 6,085 auf 6,784 Petabyte pro Monat steigen würde.
Nach Schätzungen des Bundesverbandes Musikindustrie sollte der Filesharing-Traffic im Zeitraum bis 2015 in Europa jährlich um mehr als 18 Prozent zunehmen. Der Verband behauptete, dadurch würden der Kreativwirtschaft Verluste von annähernd 32 Milliarden Euro im Jahr 2015 entstehen – unter der Annahme, dass alle heruntergeladenen Daten ausnahmslos von den betreffenden Nutzern stattdessen zum vollen Preis gekauft worden wären. Ähnliche Aussagen über den amerikanischen Markt wurden jedoch von einer offiziellen Studie des Government Accountability Office scharf kritisiert und durften in den USA aufgrund einer mangelnden Beweislage und zweifelhaften Studienführung nicht mehr in offiziellen Papieren und Statements verwendet werden.
Für das Jahr 2009 ging der Bundesverband Musikindustrie davon aus, dass nur etwa 10 bis 20 % der heruntergeladenen Stücke auch Umsatz erzielt hätten und bezifferte den Schaden dadurch auf etwa 400 Millionen bis knapp eine Milliarde Euro.
Nach einer – nicht repräsentativen – Umfrage des Börsenvereins des Deutschen Buchhandels von 2010 unter Jugendlichen im Alter von 12 bis 19 Jahren hatten 62,8 Prozent bereits Dateien an andere weitergegeben. 86,8 Prozent der Befragten war bewusst, dass dies unter Umständen verboten war, jedoch empfanden lediglich 55,3 Prozent Filesharing als falsch.

## Szenesprache
Für Spielfilme haben sich bestimmte Begriffe und Abkürzungen herausgebildet, die insbesondere als Teile von Dateinamen die Quelle und damit Qualität einer Datei näher beschreiben sollen, zum Beispiel LD, Screener, Telesync, Telecine, Cam-Rip, oder DVD-Rip.